# Rivière à la Barbue
La rivière à la Barbue est un affluent de la rivière Yamaska. Elle prend sa source dans une zone marécageuse à Saint-Damase, dans les régions de la Montérégie, au Québec (Canada).

## Toponymie
Son nom fait référence à la barbue de rivière présente dans les affluents du fleuve Saint-Laurent du centre du Québec.

## Géographie
La rivière à la Barbue prend sa source dans une zone marécageuse de Saint-Damase à 66 m d'altitude. À partir de sa source elle coule sur environ 32 km traversant la partie nord de Saint-Césaire puis le sud-ouest de Saint-Paul-d'Abbotsford pour se jeter dans la rivière Yamaska au sud-est de Saint-Damase.